# كزافييه كوبر
كزافييه كوبر (بالإنجليزية: Xavier Cooper)‏ هو لاعب كرة قدم أمريكية أمريكي، ولد في 30 نوفمبر 1991 في تاكوما في الولايات المتحدة.

## وصلات خارجية
- كزافييه كوبر على موقع مرجع كرة القدم المحترفة.كوم (الإنجليزية)